# Магистральнинское муниципальное образование
Магистра́льнинское муниципальное образование — муниципальное образование со статусом городского поселения в Казачинско-Ленском районе Иркутской области Российской Федерации.
Административный центр — посёлок городского типа Магистральный. Включает 2 населённых пункта.

## Население
| 2010  | 2011  | 2012  | 2013  | 2014  | 2015  | 2016  | 2017  | 2020  |
| ----- | ----- | ----- | ----- | ----- | ----- | ----- | ----- | ----- |
| 7234  | ↘7207 | ↘7036 | ↘6858 | ↘6726 | ↘6628 | ↘6595 | ↘6449 | ↘6196 |
| 2021  |       |       |       |       |       |       |       |       |
| ↘5996 |       |       |       |       |       |       |       |       |

## Состав городского поселения
| № | Населённый пункт | Тип населённого пункта      | Население |
| - | ---------------- | --------------------------- | --------- |
| 1 | Магистральный    | пгт, административный центр | ↘5804     |
| 2 | Седанкина        | деревня                     | ↗192      |